# ولفگانگ فلتس
ولفگانگ فلتس (آلمانی: Wolfgang Völz؛ زادهٔ ۱۶ اوت ۱۹۳۰) بازیگر و صداپیشه اهل آلمان است. وی از سال ۱۹۵۰ میلادی تاکنون مشغول فعالیت بوده‌است.
از فیلم‌ها یا برنامه‌های تلویزیونی که وی در آن نقش داشته است، می‌توان به گشت فضایی - ماجراهای شگفت‌انگیز فضاپیمای اوریون، کشتی راهنما، خاکسپاری در برلین، مرگ کسب‌وکار من است عزیزم و پالپ اشاره کرد.